# Montparnasse

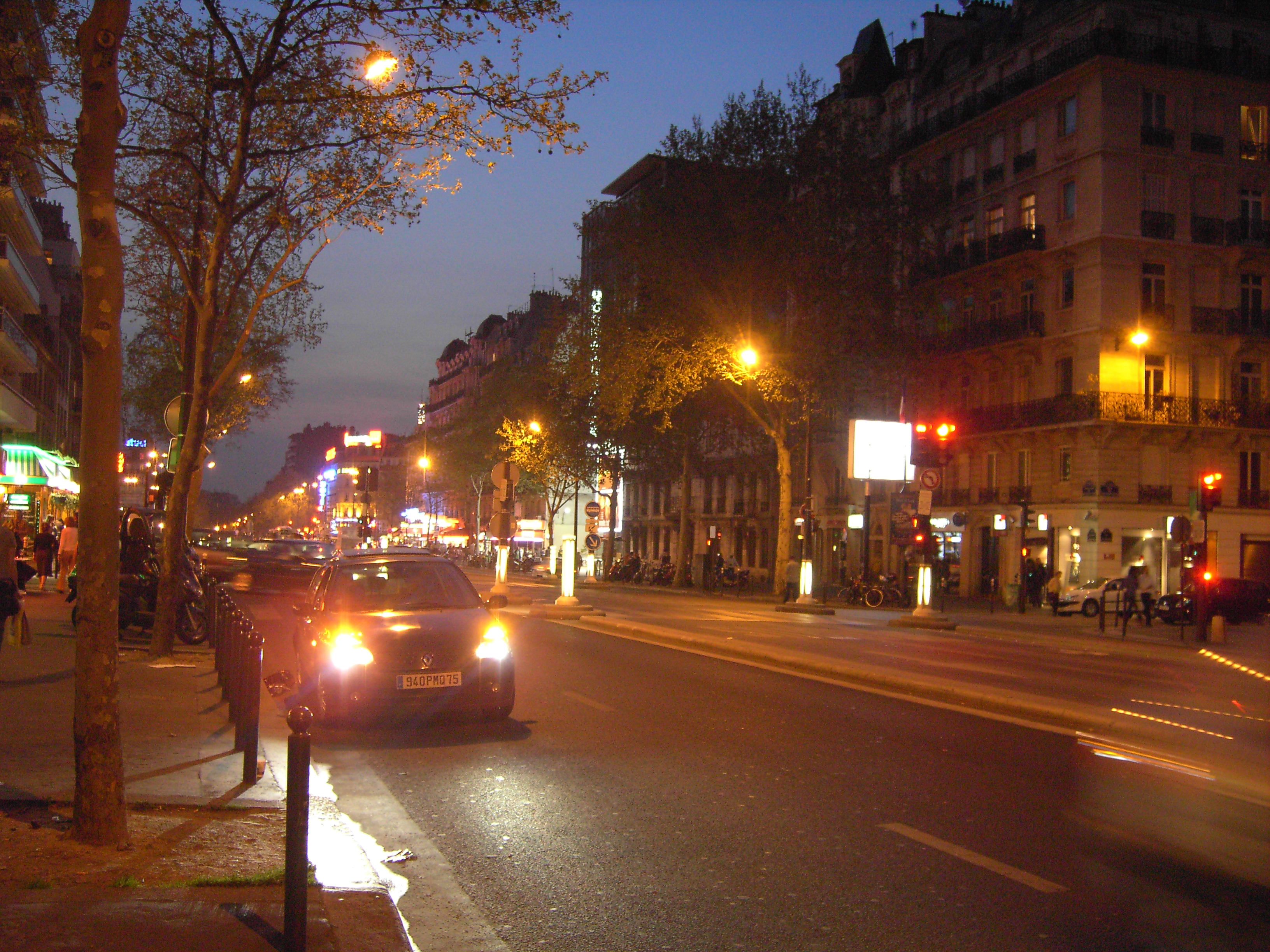
Montparnasse, 2007

Montparnasse là một khu phố thuộc Quận 14 của Paris. Nằm ở phía nam thành phố, Montparnasse tạo bởi các con phố xung quanh điểm giao của hai đại lộ Montparnasse và Raspail. Giống như Montmartre ở bên hữu ngạn, vào đầu thế kỷ 20, nơi đây tập trung rất nhiều nghệ sĩ, nhà văn nổi tiếng. Ngày nay, Montparnasse là một khu vực quan trọng của Paris với một trung tâm thương mại và nhà ga lớn.
Tên của Montparnasse được đặt cho một nhà ga, một nghĩa địa và một nhà chọc trời ở khu vực này.

## Lịch sử
Tên của khu phố này vốn do các sinh viên đặt cho ngọn đồi được đắp vào thế kỷ 17. Montparnasse có nghĩa là núi Parnasse, nơi ở của các Muse, chín người còn của thần Zeus và Mnemosyne trong thần thoại Hy Lạp. Vào thế kỷ 18, ngọn đồi đã bị san bằng để mở đại lộ Montparnasse làm nơi đi dạo của thành phố. Từ Cách mạng Pháp, rất nhiều phòng nhảy và các quán cabaret tụ họp về đây, trong đó có phòng khiêu vũ Bullier nổi tiếng. Thế nhưng khi đó Montparnasse vẫn chưa thuộc vào nội ô của Paris. Phải tới năm 1860, khi một loạt các xã ngoại ô được sáp nhập vào thành phố thì Montparnasse mới nằm trong nội thành Paris.

### Khu phố nghệ sĩ

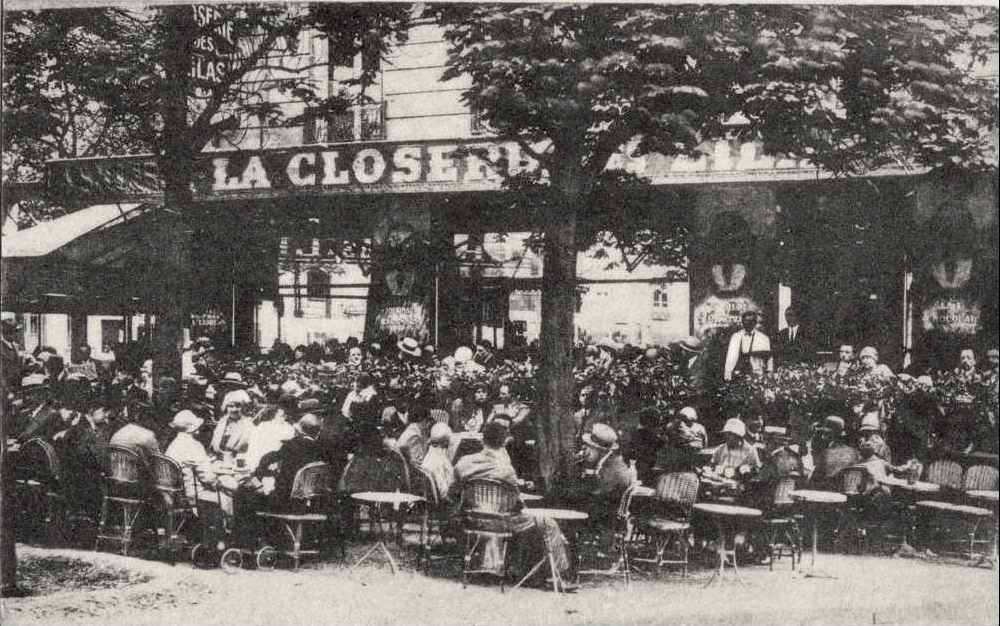
Quán La Closerie des Lilas, 1909

Từ cuối thế kỷ 19, thành phố Paris trở thành trung tâm nghệ thuật của toàn thế giới. Ở hữu ngạn sông Seine, khu phố Montmartre thu hút rất nhiều những họa sĩ. Muộn hơn một chút, Montparnasse cũng trở thành khu phố nghệ sĩ của Paris. Pablo Picasso trong số những nghệ sĩ danh tiếng đầu tiên tới đây.
Tuy không xa trung tâm thành phố, nhưng Montparnasse khi đó chưa phải là khu phố nhộn nhịp. Bù lại, ở đây có những xưởng vẽ và giá thuê phòng không cao, cùng các quán cà phê bình dân giúp các nghệ sĩ nhanh chóng tìm thấy một không khí cởi mở và tương trợ. Khi họa sĩ Nhật Bản Tsuguharu Foujita đến Paris vào năm 1913, anh chẳng quen biết ai, nhưng chỉ một buổi tối ở khu này đã làm quen với Chaïm Soutine, Amedeo Modigliani, Julius Mordecai Pincas và Fernand Léger. Nhờ đó chỉ vài tuần sau, Tsuguharu Foujita trở thành bạn của Juan Gris, Pablo Picasso và Henri Matisse.
Trong thập niên 1920 - «Những năm tháng điên loạn » - Montparnasse đạt tới thời kỳ hoàng kim, tập trung rất nhiều họa sĩ lớn. Có thể kể tới: Pablo Picasso, Guillaume Apollinaire, Douanier Rousseau, Ossip Zadkine, Moïse Kisling, Marc Chagall, Nina Hamnett, Fernand Léger, Jacques Lipchitz, Max Jacob, Blaise Cendrars, Chaïm Soutine, Michel Kikoine, Pinchus Kremegne, Amedeo Modigliani, Ford Madox Ford, Ezra Pound, Marcel Duchamp, Suzanne Duchamp-Crotti, Constantin Brancusi, Paul Fort, Man Ray, Juan Gris, Diego Rivera, Tsuguharu Fujita, Marie Vassilieff, Grégoire Krug, Léonide Ouspensky, Léon-Paul Fargue, René Iché, Alberto Giacometti, André Breton, Pascin, Salvador Dali, Jean-Paul Sartre, Henry Miller, Django Reinhardt, Joan Miró và Edgar Degas trong những năm cuối đời.
Như đã thu hút những họa sĩ nước ngoài, Montparnasse cũng được rất nhiều nhà văn tìm đến. James Joyce từ Ireland, Morley Callaghan từ Canada... Và đặc biệt từ Mỹ với Gertrude Stein, Peggy Guggenheim, Edith Wharton, Ernest Hemingway, F. Scott Fitzgerald... Các quán cà phê Dôme, Closerie des Lilas, Rotonde, Sélect, Coupole, Le Boeuf sur le Toit là nơi các nghệ sĩ tụ tập để gặp gỡ và tranh luận. Không chỉ là khu phố nghệ sĩ, Montparnasse cũng là nơi trú ngụ của một số chính trị gia lưu vọng, như Vladimir Ilyich Lenin, Porfirio Díaz, Lev Davidovich Trotsky, Simon Petlioura.
Sau thập niên 1930 thì Montparnasse vắng vẻ dần. Thế chiến thứ hai nổi ra kết thúc thời kỳ hoàng kim của khu phố nghệ sĩ Montparnasse.

## Ngày nay
Từ những năm 1960, Montparnasse dần được biến thành một khu phố văn phòng của bên tả ngạn Paris. Bộ mặt Montparnasse được thay đổi. Nhà ga, vốn quá bé, được xây dựng lại cách địa điểm cũ 400 mét, nhường chỗ cho trung tâm thương mại và tháp Montparnasse.
Ga Montparnasse hiện nay là một trong bốn ga lớn của Paris, với các tuyến TGV về phía tây và Tây Nam nước Pháp. Đây cũng là ga tàu điện ngầm quan trọng với các tuyến số 4, 6, 12 và 13. Trung tâm thương mại của Montparnasse có sự góp mặt của Galeries Lafayette cùng nhiều cửa hàng khác. Cạnh đó là tháp Montparnasse, được hoàn thành vào năm 1972. Với 59 tầng, 210 mét, đây là tòa nhà cao nhất nước Pháp cho tới 2008.
Là khu phố văn phòng vào ban ngày và giải trí vào ban đêm, ở Montparnasse có sự hiện của nhiều rạp chiếu phim, quán cà phê, nhà hàng... Để ghi lại không khí nghệ sĩ từng có, bảo tàng Montparnasse được mở từ năm 1998 tại số 21 đại lộ Maine. Nghĩa trang Montparnasse cũng là nơi yên nghỉ của rất nhiều nhân vật nổi tiếng.